# Liste der Staatsoberhäupter 692
Übersicht
◄◄ | ◄ | 688 | 689 | 690 | 691 | Liste der Staatsoberhäupter 692 | 693 | 694 | 695 | 696 | ► | ►►

Weitere Ereignisse

## Amerika
- Maya
  - Copán
    - Herrscher: Rauch Imix (628–695)

  - Palenque
    - Herrscher: K'inich Kan Bahlam II. (684–702)

  - Tikal
    - Herrscher: Jasaw Chan K’awiil I. (682–734)

## Asien
- Bagan
  - König: Peitthon (652–710)

- China
  - Kaiserin: Wu Zetian (690–705)

- Iberien (Kartlien)
  - König: Guaram II. (684–692)
  - König: Guaram III. (692–748)

- Indien
  - Chalukya
    - König: Vinayaditya (680–696)

  - Östliche Chalukya
    - König: Mangi Yuvaraja (682–706)

  - Pallava
    - König: Raja Simman (685–705)

  - Pandya
    - König: Arikesari Maravarman Nindraseer Nedumaaran (670–710)

- Japan
  - Kaiserin: Jitō (686–697)

- Kaschmir
  - König: Pratapaditya (661–711)

- Reich der Kök-Türken
  - Herrscher: Kutluğ (682–694)

- Korea
  - Balhae
    - König: Sejo Yeol (669–698)

  - Silla
    - König: Hyoso (692–702)

- Kalifat der Muslime
  - Kalif: Abd al-Malik (685–705)

- Tibet
  - König: Düsong Mangpo Je (676–704)

## Europa
- Bulgarien
  - Khan: Asparuch (679–700)

- Byzantinisches Reich
  - Kaiser: Justinian II. (686–695)

- England (Heptarchie) 
  - East Anglia
    - König: Ealdwulf (664–713)

  - Essex
    - König: Sebbi (664–694)

  - Kent
    - König: Wihtred (691–725)

  - Mercia
    - König: Æthelred (675–704)

  - Northumbria
    - König: Aldfrith (686–705)

  - Wessex
    - König: Ine (688–726)

- Fränkisches Reich
  - König: Chlodwig III. (691–694)
  - Hausmeier: Pippin der Mittlere (687–714)
  - Autonome Gebiete:
    - Herzog von Baiern: Theodo II. (680–717)
    - Herzog von Thüringen: Hedan II. (689–717)

- Langobardenreich
  - König: Cunincpert (688–700)
  - Autonome langobardische Herzogtümer:
    - Herzog von Benevent: Gisulf I. (689–706)
    - Herzog des Friaul: Rodoald (688–694)
    - Herzog von Spoleto: Transamund I. (663–703)

- Schottland
  - Dalriada
    - König: Domnall (688–695)

  - Strathclyde
    - König: Elfin (um 658–693 ?)

  - Pikten
    - König: Brude III. mac Bile (um 671/672–692/693)

- Wales
  - Gwynedd
    - König: Idwal Iwrch ap Cadwaladr (682–720)

- Westgotenreich
  - König: Egica (687–702)

## Religiöse Führer
- Papst: Sergius I. (687–701)
- Patriarch von Konstantinopel: Paulos III. (687–693)